# مباشرة إلى الفيديو

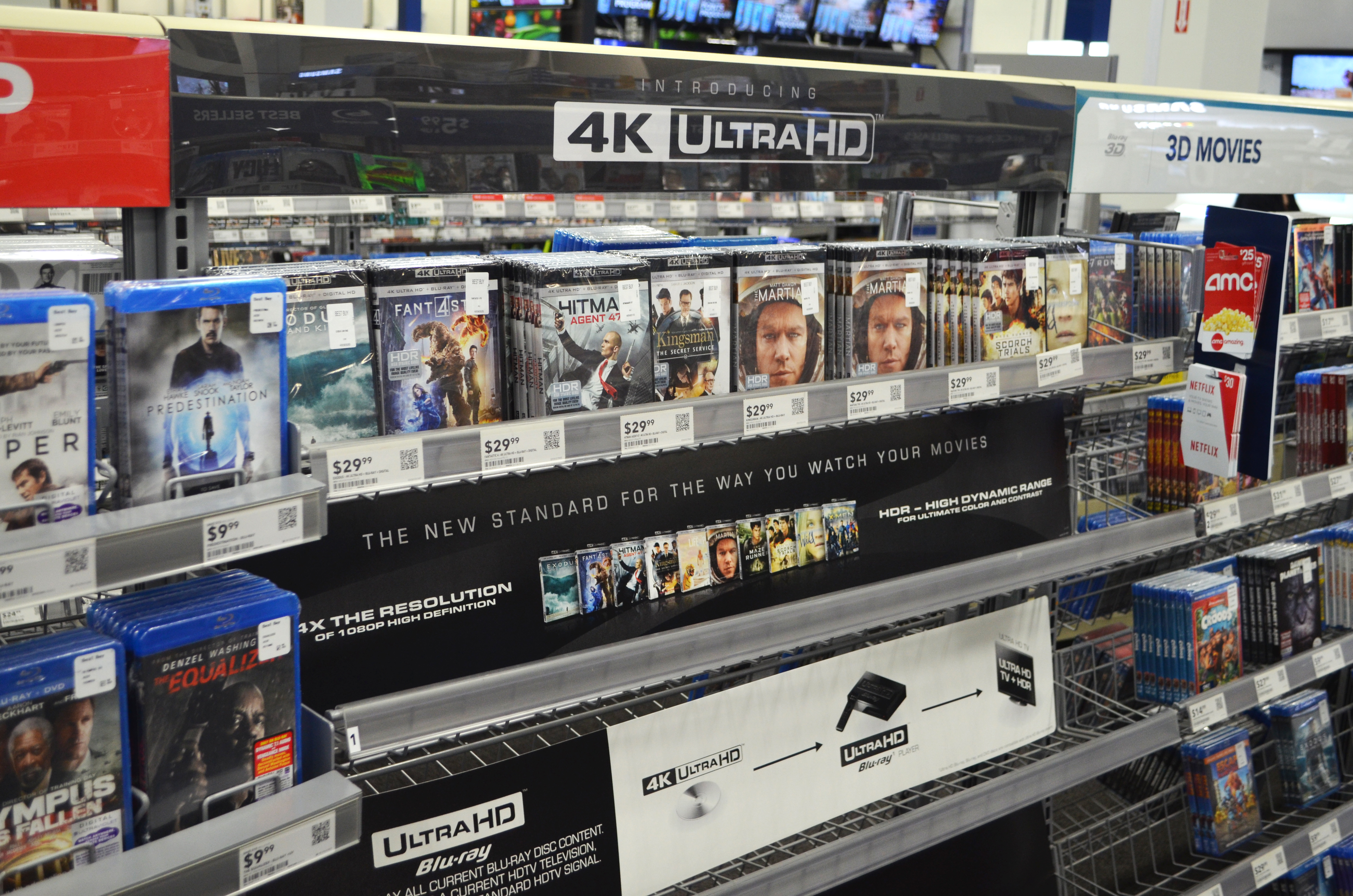
افلام دي في دي

فيلم موزع مباشرة إلى الفيديو (Direct-to-video ويدعى أيضا فيلم دي في دي، أو آي تونز، أو في إتش إس، أو الديجيتال وغيرها من الوسائط) هو تعبير يستعمل لوصف فيلم يصدر إلى الجمهور على أشرطة الفيديو المنزلية (أصدرت تاريخيا عن طريق في إتش إس) دون أن يصدر في دور السينما أو يذاع على التلفزيون. والتعبير يستعمل كذلك أحيانا كانتقاص لأفلام أو تكملات أفلام ذات جودة أقل أو لا يتوقع لها النجاح المالي. والأفلام المصدرة إلى الفيديو قد تكون أشبه بحبل النجاة لمنتجي الأفلام المستقلين والشركات الصغيرة.

## أسباب إصدار فيلم الفيديو
قد تقرر شركة إنتاج ألا تصدر برنامجا تلفزيونيا أو فيلما لعدة أسباب محتملة: النوعية الرديئة، قلة الدعم من الشبكات التلفزيونية، التقييمات السلبية، طبيعة البرنامج الجدلية، أو قلة اهتمام الناس. وقد تختار الاستوديوهات، التي يتوفر عندها عدد محدود من الأفلام التي تصدرها سنويا، أن تسحب الفيلم المكتمل من الصالات، أو ألا تعرضه في الصالات مطلقا. ثم تكسب الاستوديوهات دخلا إضافيا من خلال مبيعات الفيديو وتأجيره.
من الناحية التاريخية تحمل إصدارات أفلام الفيديو دلالة على رداءة الجودة التقنية أو الفنية للفيلم عن مثيلاتها في الصالات. بعض الشركات تصدر الأفلام على الفيديو عندما ينتهى إنتاجها ولكنها لم تصدرها. يحدث هذا التأخير في أغلب الأحيان عندما يشكك الاستوديو في فرص نجاح الفيلم تجاريا في السينما، أو لأن «نافذة إصداره» قد أغلقت. وتشير نافذة الإصدار إلى الفترة الزمنية المناسبة لإصدار الفيلم، وفقدان هذه الفرصة تعني أن الفيلم أضاع هذه الفترة قبل أن تزول الموجة التي أتى بها، ويتم في الغالب الإسراع في إنتاج هذه الأفلام.
يمكن أن يتم الإصدار المباشر إلى الفيديو للأفلام التي لا يمكن عرضها مسرحيا بسبب محتواها الجدلي، أو لأن كلفة إصدارها في الصالات تفوق إمكانيات الشركة.
تعتبر الأفلام الإباحية من أهم الأمثلة على هذا المجال. كانت هذه الأفلام تصدر على السينما منذ أن سمح بعرضها في بداية السبعينات وكانت تحقق أرباحا كبيرة بين الأفلام العادية في تلك السنوات، وذلك فيما عُرفت تلك الفترة بعصر الإباحية الذهبي. اتجهت هذه الأفلام إلى أشرطة الفيديو لسهولة تسويقها للمشاهد بشكل أكثر خصوصية، كما اعتمد محتواها على الجنس أكثر من المحتوى الفني. اتجهت في بداية القرن الحادي والعشرين وسائل الإعلام الرقمية، ما سهل إيصالها للمستهلكين عبر العالم، إلا أن هذا خلق مشكلة قرصنتها بشكل واسع على المواقع المجانية.
قد تنشر تكملات أفلام الرسوم المتحركة وحلقات مسلسلات الرسوم المتحركة الطويلة بهذا الشكل أيضا. بدأت شركة والت ديزني بإنتاج تكملات لأغلب أفلامها المتحركة وإصدارها نحو الفيديو، حيث بدأت بفيلم عودة جعفر (وهو تكملة لعلاء الدين) في 1994. بدأت شركة يونيفرسال سلسلة طويلة أيضا من تكملات فيلم الأرض قبل التاريخ في السنة نفسها. في عام 2005، أصدر فوكس فيلم «ستوي غريفين: القصة التي لم تروَ» (حلقة طويلة خاصة من مسلسل فاميلي غاي) على دي في دي ويونيفرسال ميديا ديسك.
تقد تصدر الاستوديوهات أيضا تكملات أو برامج متفرعة لفيلم ناجح على الفيديو. وذلك بسبب رداءة نوعيتها ورخصها بالمقارنة مع الأصلية. وأهم الأمثلة هي سلسلة الأفلام خلف خطوط العدو.
أما قطاع الأفلام العائلية فيشكل جزءا رئيسيا من مبيعات الأفلام المصدرة إلى الفيديو. وطبقا لما ورد في جريدة لوس أنجليس تايمز،
«في أغلب الأحيان، فإن سقوط الأفلام العائلية في شباك التذاكر هو مصدر قوتها على الفيديو. وهي تجذب العائلات ذات الأطفال، والتي قد تذهب إلى فيلم أو فيلمين في السنة لكنها ستشاهد العديد من أفلام الفيديو عدة مرات. أما المراهقون والشباب يذهبون للأفلام الناجحة على شباك التذاكر ويبتعدون من الأفلام العائلية»

## أفلام الفيديو المعروضة مسرحيا
قد تقرر شركة ما من حين لآخر تهيئة الفيلم المعد للفيديو كي تصدره في دور العرض في اللحظة الأخيرة بسبب نجاح فيلم آخر بنفس الموضوع أو بقرار نهائي للأستوديو، وأشهر مثال على هذا هو فيلم «باتمان: قناع الوهم». لقي الفيلم استحسان النقاد ولكنه فشل على شباك التذاكر، ووقع اللوم على قرار الحظة الأخيرة بإصداره نحو السينما. وحقق الفيلم نجاحا تجاريا عندما أصدر على الفيديو. وفي مثال آخر لفيلم جمع حوله طائفة كبيرة من المتابعين هو فيلم الإثارة النفسية «دوني داركو» لعام 2001، الذي خطط له أصلا أن يصدر على الفيديو. وكان من المخطط أيضا نشر «فيلم دوغ الأول» على الفيديو، ولكن أدخل دور السينما في ربيع العام 1999 بعد نجاح فيلم رغراتس. وفي الحين الذي لم يحصل فيه الفيلم على استحسان النقاد، فقد حقق نجاحا متوسطا على شباك التذاكر.
في أحيان أخرى، قد يوجه الفيلم نحو السينما لفترة محدودة ليبني الحماس بين المشاهدين لإصداره الفعلي على الفيديو، مثل «فريق العدالة: أزمة على أرضين» وفيلم «كوكب هالك».

## تفرعات البرامج التلفزيونية
تفرعات البرامج التلفزيونية هي مسلسلات أو أفلام تلفزيونية تكون متحركة أو حية وتحتوي أما على شخصيات أو عناصر مسلسل أو فيلم قديم (كليركس: الرسوم المتحركة). بينما أبرز أمثلة البرامج المتفرعة هي المسلسلات المتحركة أو الحية أيضا (ستارغيت: ذي آرك أوف تروث، ستارغيت: كونتينوم، بابل 5: الحكايات المفقودة).
تحتوي بعض إصدارات سبونجبوب على دي في دي على حلقات لم تعرض الولايات المتحدة. وبعض الحلقات الخاصة لمسلسل بوكيمون أصدرت مباشرة على الفيديو مثل عطلة بيكاتشو الشتائية. وعدة من مسلسلات قناة ديزني، مثل ذاتس سو رايفن، ذا سويت لايف أوف زاك أند كودي، فيل المستقبلي، وليلو وستيتش: المسلسل بها حلقات أصدرت على الفيديو. وهناك مجموعة من إصدارات الأرض قبل الزمن على دي في دي بها حلقات لم تعرض في الولايات المتحدة أو كندا.

## عرض الدي في دي الأول
عندما استبدلت أشرطة الفيديو تدريجيا بالدي في دي، استبدل تعبير «فيلم الدي في دي» نظيره «فيلم الفيديو» في بعض الحالات. لكن كلمة «فيديو» لا تشير بالضرورة إلى كاسيتات في إتش إس. العديد من المنشورات تواصل استعمال تعبير فيلم الفيديو على أفلام دي في دي أو أقراص بلوراي. أما التعبير الجديد المستعمل أحيانا هو DVDP (عرض دي في دي الأول). مثل هذه الأفلام يمكن أن تكلف نحو 20 مليون دولار. (حوالي ثلث تكلفة الإصدار المتوسط في هوليود) ويظهر بها ممثلون مثل جان كلود فان دام، ستيفن سيغال، ويسلي سنايبس، دولف لندجرين، وكوبا غودينغ جونير. وتتراوح أجورهم من مليونين إلى 4 ملايين دولار (فان دام) و4.5 مليون إلى 10 ملايين دولار (سيغال). ووفقا لجلة فارايتي، فإن فيلم فطيرة أمريكية: معسكر الفرقة بيع منه مليون نسخة في أسبوع واحد، على الرغم من احتفاظه باثنين فقط من ممثلي الثلاثية الأصلية.
في السنوات الأخيرة، أصبحت عروض الدي في دي الأولى مصدرا مهما لدخل لشركات الفيلم. وقد شكلت أرباح هذه الإصدارات في مجملها أكثر من 3 مليارات دولار خلال السنوات القليلة الماضية،  وقد شهدت نموا بما يكفي لأن تكوّن أقسام منفصلة في الشركة. وأدركت الشركات أن أفلام العرض الأول للدي في دي يمكن تصويرها بميزانية أقل، ما يمنح الشركات أرباحا أكبر عن طريق العائدات المشتركة لأجهزة العرض المنزلية والتأجير، بالإضافة إلى ترخيص عرضه على التلفزيون وتوزيعه في الخارج (حيث يعرض بعضها في دور السينما).
توزيع عرض الدي في دي الأول ليس ممارسة محتكرة على شركات هوليوود الكبرى. فالعديد من الشركات ذات الإنتاج الرخيص توزع أفلام الدي في دي بشكل خاص. وميزانيات الأفلام التي توزعها هذه الشركات أقل حتى من تلك من الموزعة من قبل الشركات الكبرى، لكن بإمكان تلك الشركات تحقيق الأرباح من مبيعاتها.

## فيلم آي تيونز
وهي طريقة للتوزيع على الإنترنت تتفادى مقدما كل تكاليف إنتاج وتسويق وتوزيع الدي في دي المقدمة بالإضافة إلى تكاليف التوزيع والتسويق في السينما. وأحدثت ثورة في مجال توزيع الفيلم القصير وتستعمل أحيانا في مجال الأفلام الطويلة. وتقوم شركة أبل بتوزيع الفيلم لقاء 30% من العائدات، مع نسبة 10-15 % إضافية قد تذهب للشخص الذي يهيئ الفيلم ليصدر على آي تيونز. أنتج أول فيلم طويل مستقل على آي تيونز لمتابعة خطط التسويق إلى هذه الوسائط، وكان الفيلم بعنوان «البنفسج الأرجواني» من إخراج إد بيرنز، الذي ظهر لأول مرة على آي تيونز في 20 نوفمبر 2007. وكان أول فيلم طويل «يعرض حصريا على آي تيونز». ووزع حصريا على آي تيونز بسعر 14.99 دولار أمريكي لمدة شهر قبل أن يتم توفيره عبر قنوات التوزيع الأخرى. بلغت كلفة الفيلم 4 ملايين دولار، عرض في مهرجان تريبيكا السينمائي في أبريل، حيث تلقى تقييمات إيجابية، لكنه تلقى عروض توزيع متواضعة. في زمن إصدار البنفسج الأرجواني، لم تكن أغلب الشركات توزع أعمالها عن طريق آي تيونز، فقط كانت شركة والت ديزني هي أول من يوزع أعماله عن طريق آي تيونز،  وكانت توزع أعمالها على آي تيونز بالتزامن مع إصدار الدي في دي. وكان من الشائع بين المستهلكين شراء الفيلم الرقمي في ذلك الوقت. هناك فيلم «للأحباء فقط» من إنتاج بوليش براذرز عام 2011، الذي لم يكلف إنتاجه الكثير عمليا وأصدر على آي تيونز في 12 يوليو، وهو يعتبر أول فيلم طويل يوجه إلى آي تيونز. والإصدار المباشر إلى آي تيونز أصبح أمرا شائعا أيضا بين الكتب والموسيقى.
عندما أصدر فيلم البنفسج الأرجواني، كانت عدة أفلام قصيرة قد وزعت عبر آي تيونز. ومن قبل كان تسويق الأفلام القصيرة شبه محرم بين الشركات. لكن آبل وزعت في 25 فبراير 2007 الأفلام التي رشحت لجوائز الأوسكار التاسع والسبعين لأحسن فيلم متحرك قصير، وفيلم حي قصير ووثائقي قصير بالإضافة إلى نصف الأفلام التي عرضت في مهرجان صاندانس السينمائي عام 2007، فبدأت بهذا عصرا جديدا.

## سينما في وأوفا في اليابان
في اليابان، يشار لأفلام الفيديو باسم «الفيديو الأصلي» (オリジナルビデオ) وهي تحمل دلالات مختلفة، فهي منتجات في فئة خاصة بها بدلا من أن تكون منتجات احتياطية. ورغم أن ميزانياتها أقل من الأفلام المعدة للمسرح، فمن النادر أن تشوه أفلام الفيديو اليابانية بالقصص السيئة أو رداءة الإنتاج المرتبطة بسوق أفلام الفيديو في الولايات المتحدة. وسينما في هذه تحظى باحترام من الجمهور ومودة من مخرجي الأفلام، وذلك لأجل الحريات الإبداعية في مختلف الوسائط. وأفلام الفيديو هذه تخضع لقيود وضوابط إبداعية أقل على محتواها من الصيغ الأخرى.
في حالة الأنمي، تسمى هذه الأفلام «رسوم متحركة أصلية للفيديو» (OVA أو OAV)، وقيمتها الإنتاجية تقع عادة بين المسلسلات التلفزيونية والأفلام. وفي الغالب تروي قصصا أقصر من أن تشغل موسما تلفزيونيا كامل، وكانت شائعة جدا في أوائل التسعينيات. أحيانا تجذب رسوم الفيديو الأصلية هذه الاهتمام الكافي ليتم تحويلها لمسلسل تلفزيوني كامل، مثل تينشي ميو، إل هازارد، واقرأ أو مت.
مع انتشار صيغة المواسم ذات 13 حلقة، لم تعد رسوم الفيديو الأصلية شائعة كما من قبل. وهنا لا يقال أنها غير موجودة: على سبيل المثال، تحتوي إلفن ليد على 13 حلقة وفيلم رسوم أصلي. إن أغلبية هذه الأفلام تصدر في الأسواق اليوم كاستمرارية أو إعادة إنتاج لمسلسل تلفزيوني اكتمل مؤخرا. على سبيل المثال، فإصدار دي في دي لمسلسل تلفزيوني قد يتضمن حلقة إضافية لم تذع كجاذب للمبيعات.